# 聖若昂達佩什凱拉

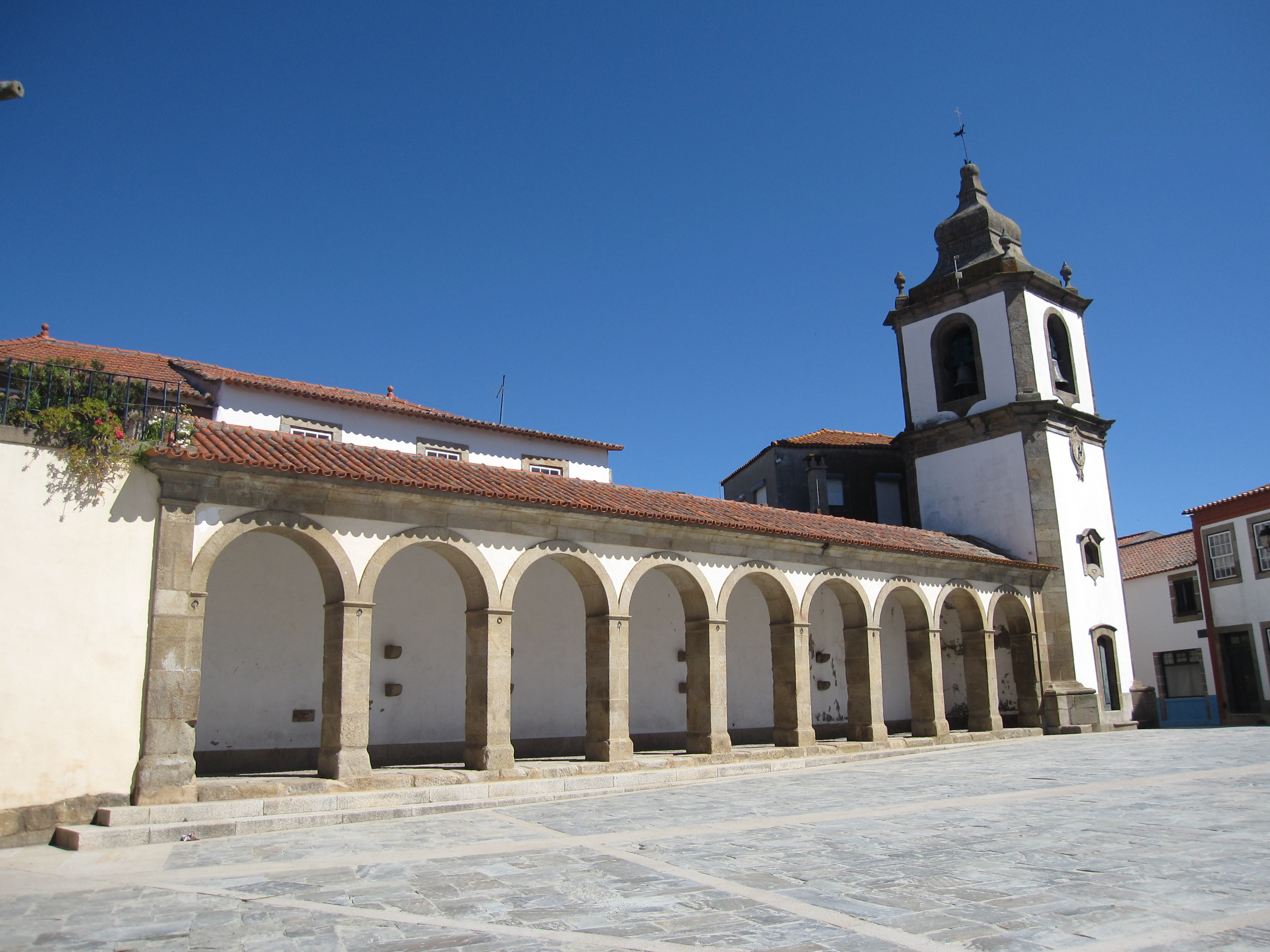

41°8′N 7°24′W / 41.133°N 7.400°W
聖若昂達佩什凱拉（葡萄牙語：São João da Pesqueira），是葡萄牙的城鎮，位於該國中北部，由維塞烏區負責管轄，始建於1055年，面積266.11平方公里，2011年人口7,874，人口密度每平方公里29.59人。